# Правда Украины
«Пра́вда Украи́ны» — всеукраинская газета на русском языке, выходившая в Киеве (УССР, затем Украина) с 1 января 1938 года. До 1991 года — орган ЦК Компартии Украины, Верховного Совета Украины и Совета министров УССР. Газета издавалась 6 раз в неделю, в 1990-е годы трижды в неделю (по вторникам, средам — 8 полос формата А3, и пятницам — 16 полос формата А3), затем ежедневно. Тираж в 2007 году — 42 102 экземпляров.
Газета была первой республиканской газетой на русском языке, после закрытия всех центральных республиканских русскоязычных газет в период украинизации в 1920-е и 1930-е годы. Начала издаваться как «Советская Украина», орган ЦК КПУ и Киевского областного комитета КПУ. Во время Великой Отечественной войны с сентябрь 1941 года по февраль 1944 года издавалась в Саратове, Москве, Ворошиловграде, Харькове. В январе 1943 года её объединили с украиноязычной газетой «Комуніст», переименовали в «Радянська Україна», до ноября 1943 года выходила на русском и украинском языках. С 7 ноября газета начала выходить самостоятельно, 11 января 1944 получила название «Правда Украины», с 11 февраля 1944 года стала издаваться в Киеве.
В 1975 году газета была награждена орденом Трудового Красного Знамени.
Историю газеты создавали многие журналисты, среди них особым талантом, писательским даром выделялись известный украинский публицист Александр Михалевич, книги которого печатались массовым тиражом, а также блестящие мастера пера, организаторы газетного процесса Лев Троскунов, Владлен Кузнецов, Владимир Малахов.
Весьма авторитетным редактором газеты был Николай Кондратьевич Белогуров. Почти шестнадцать лет этот пост занимал в советское время Андрей Тимофеевич Зоненко.
Во время ГКЧП, в августе 1991 года, газета «Правда Украины» занимала откровенно прокоммунистическую, просоветскую позицию, и дальше призывала к борьбе с «украинским буржуазным национализмом», поэтому была закрыта по решению Верховной Рады Украины. К сентябрю 1991 года все другие центральные издания, выпуск которых временно был приостановлен, начали и дальше выходить в свет в обычном режиме, а газета «Правда Украины» оставалась под запретом.
От имени журналистского коллектива переговоры с представителями «Народной рады», которые имели на то время в Президиуме Верховной Рады явный перевес, был делегирован журналист Александр Горобец. В результате длительных переговоров с В. Черноволом, И. Драчом, Д. Павлычко, И. Юхновским и другими представителями национал-патриотического крыла парламента, ему удалось убедить народных депутатов в том, что на переломном этапе истории страны нельзя закрывать русскоязычное издание, поскольку именно русскоязычную часть населения страны нужно наиболее активно убеждать в том, что Украина должна быть независимым государством. 24 сентября 1991 года Президиум Верховной Рады принял решение выпустить в свет и газету «Правда Украины», которая была закрыта в связи с активной поддержкой путча ГКЧП. 25 сентября 1991 года в редакции газеты состоялись выборы главного редактора газеты. Голосами — 66 — «за», 3 — «против», руководителем редакционного коллектива был избран Александр Горобец.
Редакция размещалась в 1944—1956 годах на улице М. Коцюбинского, 7, с 1956 года на Брест-Литовском проспекте (сейчас Берестейский проспект), 94.